# Maria Jakobäa von Baden
Markgräfin Maria Jakobäa von Baden (* 25. Juni 1507; † 16. November 1580 in München) war durch Heirat Herzogin von Bayern.

## Leben

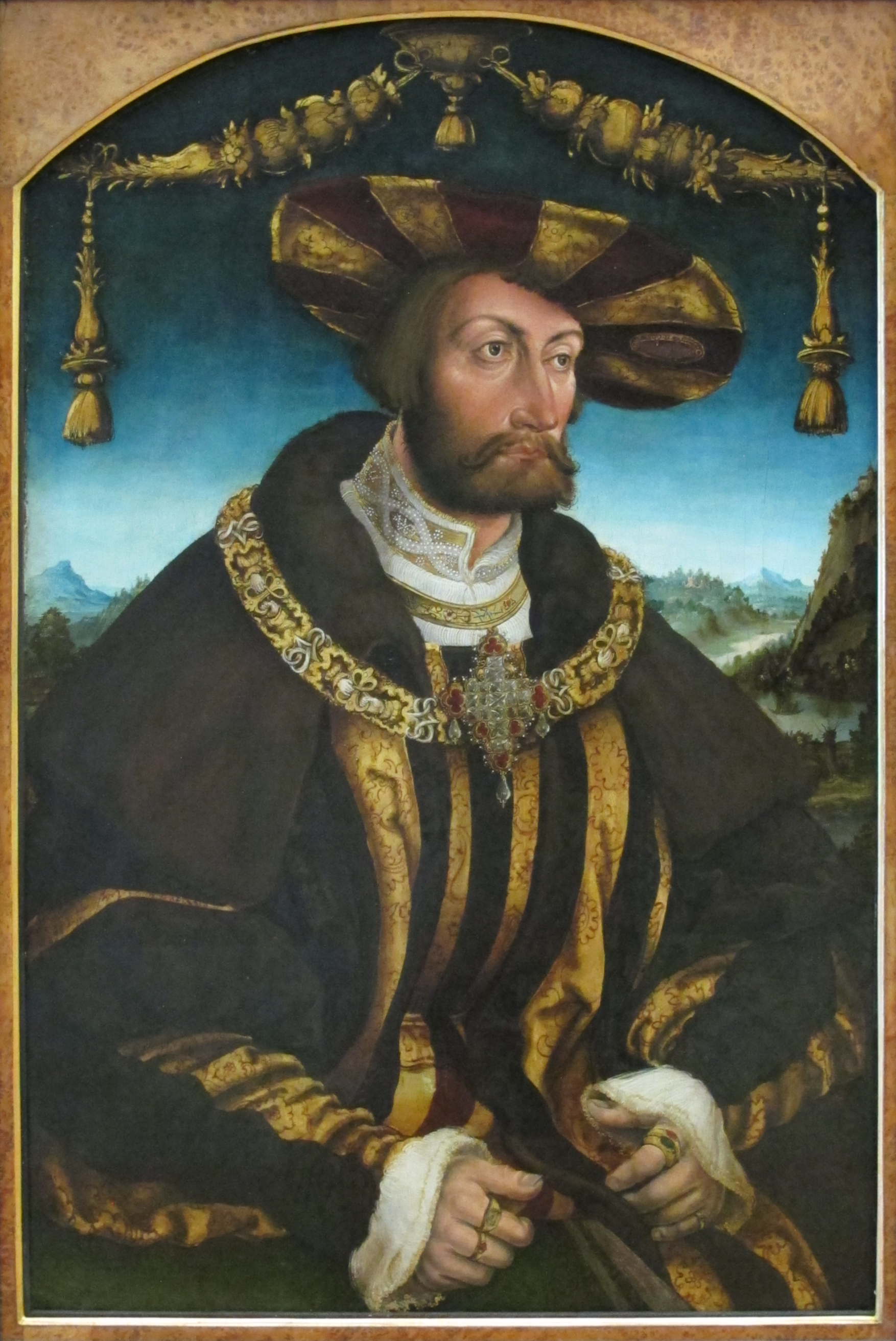
Herzog Wilhelm IV. von Bayern
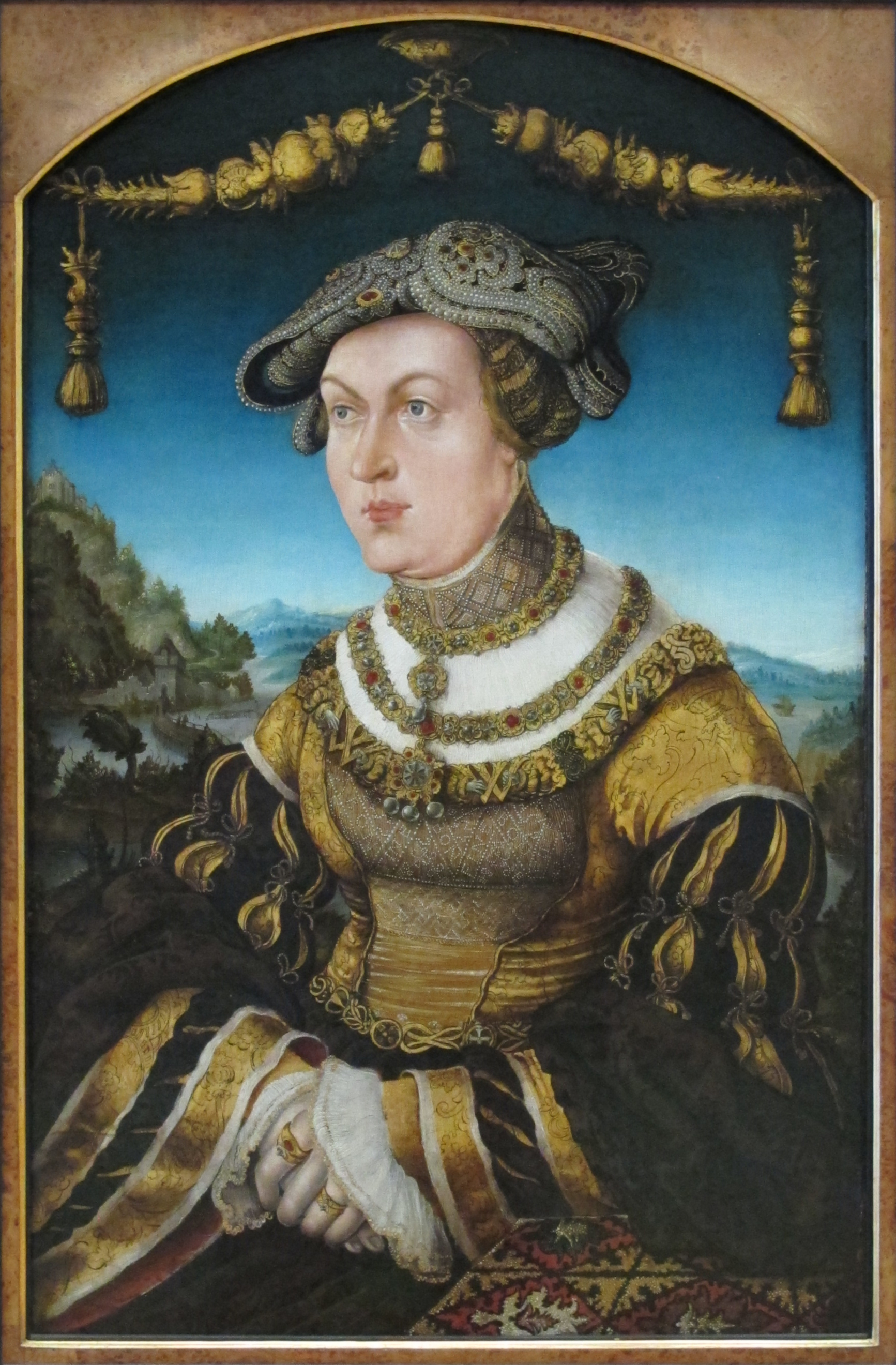
Maria Jakobäa (von Hans Wertinger)

Maria Jakobäa war die Tochter des Markgrafen Philipp I. von Baden (1479–1533) und der Pfalzgräfin Elisabeth (1483–1522), Tochter des Kurfürsten Philipp von der Pfalz und Prinzessin Margarete von Bayern-Landshut. Ihre Großeltern väterlicherseits waren Markgraf Christoph I. von Baden und die Gräfin Ottilie von Katzenelnbogen.
Am 5. Oktober 1522 heiratete Markgräfin Maria Jakobäa in München den Herzog Wilhelm IV. von Bayern (1493–1550), den ältesten Sohn des Herzogs Albrecht IV. und der Erzherzogin Kunigunde von Österreich. Von dieser Hochzeit soll der Schwibbogen im ersten Burghof der Burg zu Burghausen zeugen, der mit dem bayerischen und badischen Wappen sowie der Jahreszahl 1523 bemalt ist.
Aus der gemeinsamen Verbindung gingen vier Kinder hervor:
- Theodo (1526–1534)
- Albrecht V. von Bayern (1528–1579) ⚭ 1546 Erzherzogin Anna von Österreich (1528–1590)
- Wilhelm (1529–1530)
- Mechthild von Bayern (1532–1565) ⚭ 1557 Markgraf Philibert von Baden (1536–1569)

## Weblinks

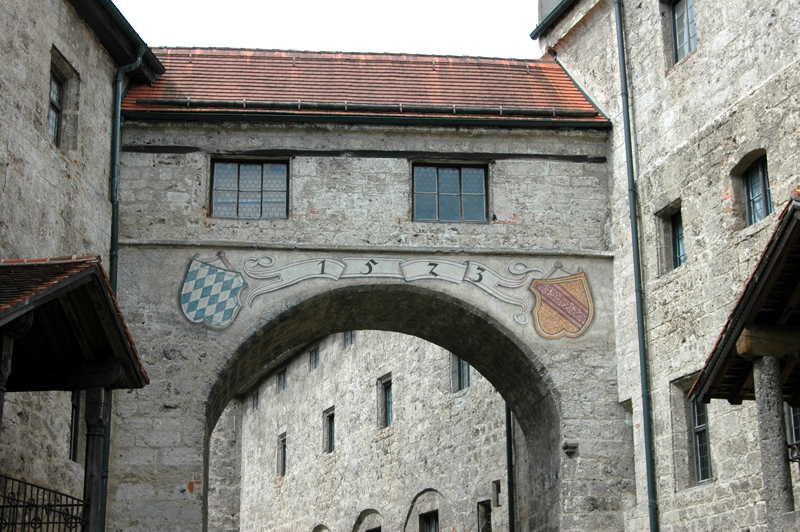
Wappen Wilhelms und Maria Jacobäas auf der Burg zu Burghausen
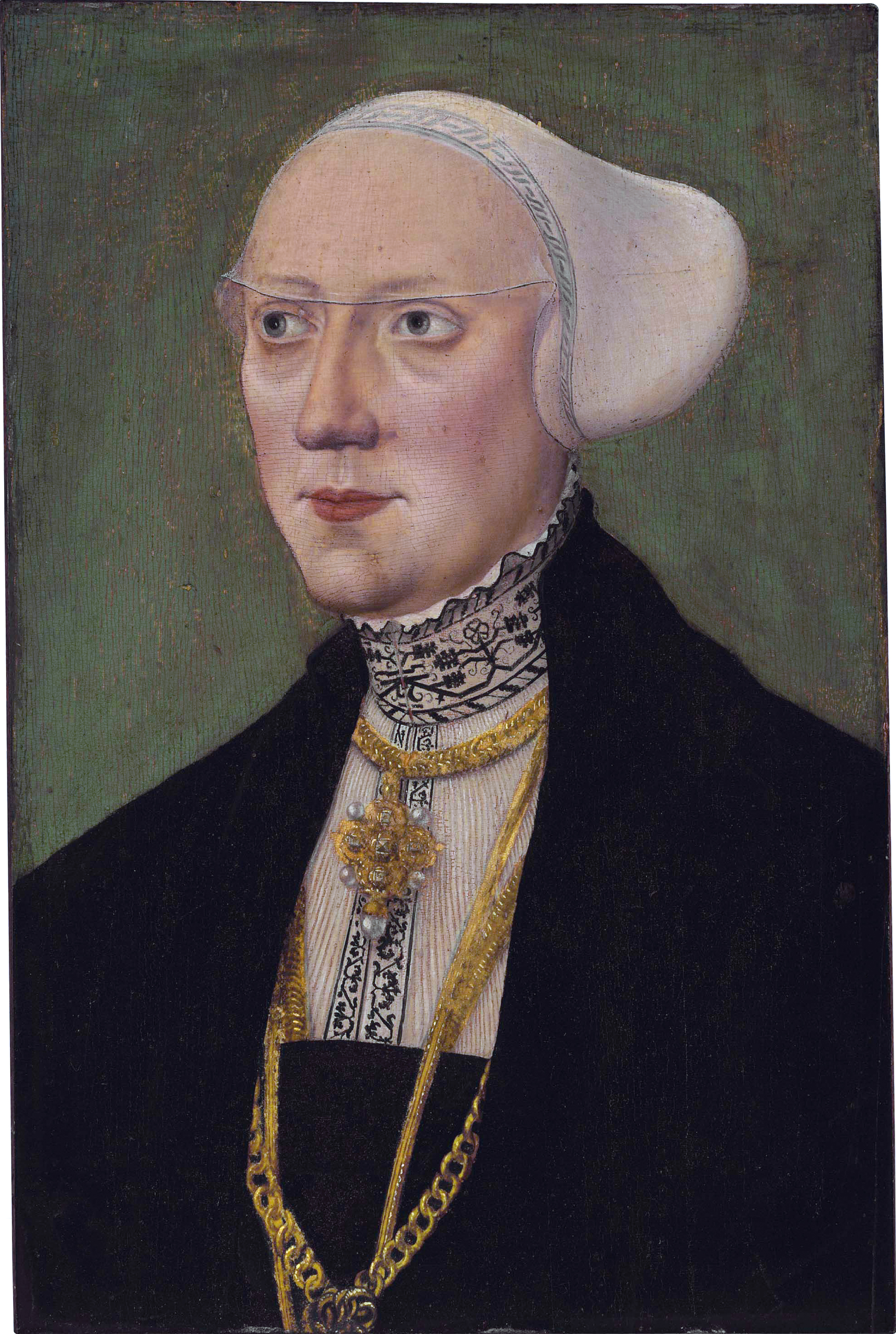
Maria Jacobäa in Witwentracht (von Hans Schöpfer I)